# ایویم
ایویم، روستایی است از توابع بخش هزارجریب شهرستان نکا در استان مازندران ایران.نژاد مردم ایویم مازندرانی یا تبری است و مردم آن به زبان مازندرانی صحبت میکنند.این روستا با وجود رود های پرآب و زمین های وسیع و پوشش گیاهی و جانوری گسترده دارای جمعیت بسیار کمی می باشد.

## جمعیت
این روستا در دهستان استخرپشت قرار دارد و براساس سرشماری مرکز آمار ایران در سال ۱۳۸۵، جمعیت آن ۴۰ نفر (۱۳خانوار) بوده‌است. مردم ایویم از قومیت طبری هستند. مردم ایویم به زبان طبری (مازندرانی) سخن میگویند.